# Entre Ríos (cordillera)
La cordillera de Entre Ríos es una cadena montañosa de América Central. Corre de suroeste a noreste en forma paralela a la Cordillera Isabelia y sirve de límite entre las repúblicas de Nicaragua y Honduras. Forma parte de la gran Cordillera Centroamericana.
Su pico más elevado es el volcán Mogotón de 2107 m s. n. m.